# Agroelymus piettei
Agroelymus piettei är en gräsart som beskrevs av Cugnac och Jean-Jacques Rousseau. Agroelymus piettei ingår i släktet Agroelymus och familjen gräs. Inga underarter finns listade i Catalogue of Life.